# Patrick Ollier

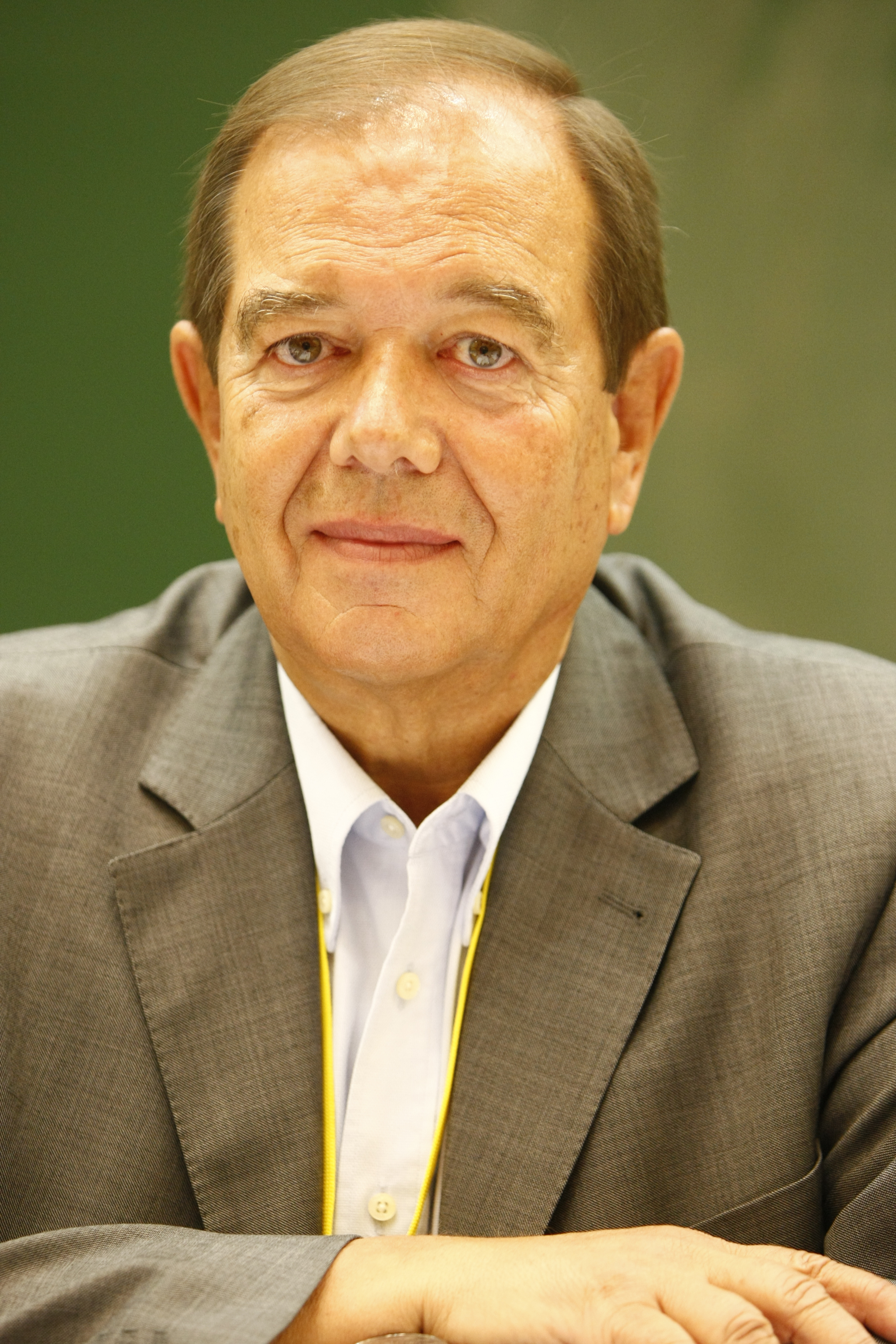
Patrick Ollier (2008)

Patrick Ollier (* 17. Dezember 1944 in Périgueux, Département Dordogne) ist ein französischer Politiker der Union pour un mouvement populaire (UMP), ehemaliger Präsident der Nationalversammlung und ehemaliger Beigeordneter Minister in der dritten Regierung von François Fillon.

## Leben
Nach dem Schulbesuch studierte Ollier Wirtschaftswissenschaft und Soziologie am Institut d’études politiques in Aix-en-Provence und engagierte sich bereits während seines Studiums politisch als Gründer der gaullistischen Studentenbewegungen Action Étudiante Gaulliste sowie Union des Jeunes pour le Progrès (UJP).
Nach Beendigung des Studiums beginnt er seine berufliche Laufbahn als Ökonom im Staatsdienst und war 1969 zunächst Mitarbeiter im Kabinett von Jacques Baumel, dem damaligen Staatssekretär für Kommunikation. Im Anschluss war er zwischen 1969 und 1973 Berater der Premierminister Jacques Chaban-Delmas sowie Pierre Messmer.
Danach war er von 1973 bis 1974 Technischer Berater von Arbeitsminister Georges Gorse, ehe er bis 1977 diese Funktion im Stab von Paul Dijoud, dem Staatssekretär für Raumordnung, innehatte. Zwischen 1977 und 1981 fungierte er als Berater von Justizminister und Siegelbewahrer Alain Peyrefitte.
1981 wechselte er für einige Jahre in die Privatwirtschaft als Berater des Vorstandsvorsitzenden des Konzerns Béghin-Say, trat jedoch 1986 wieder in den Staatsdienst als politischer und parlamentarischer Berater des nunmehrigen Präsidenten der Nationalversammlung Jacques Chaban-Delmas.
1988 wurde er schließlich selbst erstmals zum Mitglied der Nationalversammlung gewählt und vertrat dort nach seinen Wiederwahlen 1993 und 1997 das Département Hautes-Alpes bis zum Jahr 2002. Während dieser Zeit war Ollier zwischen 1998 und 2002 auch Vizepräsident der Nationalversammlung.
Bei den Wahlen 2002 wurde er für das Département Hauts-de-Seine abermals zum Mitglied in die Nationalversammlung gewählt und war zugleich während der zwölften Legislaturperiode Vorsitzender des Ausschusses für Wirtschaft, Umwelt und Territoriales. Am 18. Juni 2004 wurde er darüber hinaus als Nachfolger von Jacques Baumel Bürgermeister von Rueil-Malmaison.
Außerdem war er zum Ende der zwölften Legislaturperiode vom 7. März bis zum 19. Juni 2007 Präsident der Nationalversammlung.
Nachdem er bei den Parlamentswahlen am 10. Juni 2007 abermals zum Mitglied der Nationalversammlung gewählt wurde, übernahm er anschließend auch in der 13. Legislaturperiode wieder das Amt des Vorsitzenden des Ausschusses für Wirtschaft, Umwelt und Territoriales.
Patrick Ollier wurde schließlich am 14. November 2010 von Premierminister François Fillon zum Beigeordneten Minister für Beziehungen zum Parlament im Amt des Premierministers berufen. Er schied mit dem Rücktritt der Regierung nach der Präsidentschaftswahl 2012 aus seinem Amt aus.
Er ist der Lebensgefährte der ehemaligen Außenministerin Michèle Alliot-Marie.